# Lục Cẩm Tiêu
Lục Cẩm Tiêu (tiếng Trung: 陸錦標, sinh năm 1953) là một giáo sư vật lý, tập trung vào nghiên cứu vật lý hạt, tại UC Berkeley và là một thành viên năng lực kỳ cựu ở Phòng thí nghiệm Quốc gia Lawrence Berkeley. Ông đã tiến hành nghiên cứu về dao động neutrino và vi phạm CP. Ông và cộng sự của ông Vương Di Phương đã được trao giải thưởng Panofsky 2014 “vì sự lãnh đạo của họ về thí nghiệm ở vịnh Đại Á, đã tạo ra phép đo dứt khoát tối hậu của góc θ13 của ma trận trộn neutrino”. Công trình của ông về dao động neutrino cũng đã nhận được giải Breakthrough 2016 trong Vật lý cơ bản được chia sẻ với các đội khác. Ông là thành viên của Hiệp hội Vật lý Mỹ.

## Giáo dục và sự nghiệp
Lục Cảm Tiêu tốt nghiệp Đại học Hồng Kông năm 1976 với bằng cử nhân vật lý. Ngay sau đó, ông đã học tiến sĩ tại trường Đại học Rutgers, và nhận bằng tiến sĩ năm 1983.
Ông tiếp tục công việc vật lý bằng cách tiến hành nghiên cứu sau tiến sĩ tại Đại học Washington ở Seattle cho đến năm 1986. Năm 1986, ông trở thành bạn bè với Robert R. Wilson tại Fermilab, nơi ông làm việc như một nhà khoa học liên kết cho đến năm 1989. Năm 1989, ông nhận được một giấy mời với tư cách là một nhà khoa học tại phòng thí nghiệm Quốc gia Lawrence Berkeley và UC Berkeley. Trong hai năm đầu làm việc tại Phòng thí nghiệm Quốc gia Lawrence Berkeley, ông đã nhận được giải thưởng "Điều tra viên trẻ xuất sắc sở năng lượng", được thiết kế để "xác định các nhà vật lý năng lượng mới có tài năng đặc biệt sớm trong sự nghiệp của họ, và hỗ trợ và tạo điều kiện cho sự phát triển các chương trình nghiên cứu của họ." Ông được trao học bổng Sloan giữa 1990–94, được trao cho "những người thể hiện lời hứa xuất sắc nhất về đóng góp cơ bản cho kiến thức mới".
Ông trở thành một giáo sư tại UC Berkeley vào mùa thu năm 2001. Ông cũng là giáo sư thỉnh giảng tại Đại học Khoa học và Công nghệ Hồng Kông. Ông hiện đang là giáo sư thỉnh giảng chuyên ngành về khoa học của Đại học Hồng Kông, và là thành viên cao cấp của Viện nghiên cứu cao cấp Jockey Club tại Đại học Khoa học và Công nghệ Hồng Kông.

## Lĩnh vực nghiên cứu
Ông tiến hành nghiên cứu vật lý hạt như là một giáo sư tại UC Berkeley và là một nhà khoa học tại Phòng thí nghiệm Quốc gia Lawrence Berkeley. Ông đã xuất bản nhiều bài báo về dao động neutrino, bao gồm cả nghiên cứu đoạt giải Panofsky tại Nhà máy điện hạt nhân vịnh Đại Á. Ông cũng được biết đến với công việc của mình về vật lý hyperon. Luận án tiến sĩ của ông đặt nền tảng để xác định sự phân cực của Omega-minus hyperon. Cùng với một nhóm nhỏ các đồng nghiệp trẻ, ông đã khởi xướng Fermilab E756 để đo thời điểm lưỡng cực từ của Omega-minus hyperon. Vào những năm 90, ông đề xuất dự án HyperCP (E871) tại Fermilab, nơi ông và một nhóm các nhà khoa học đã tiến hành một thí nghiệm "được thiết kế để tìm kiếm Vi phạm CP trực tiếp trong phân rã baryon bất thường với độ chính xác cao nhất trên thế giới."